# Препарування

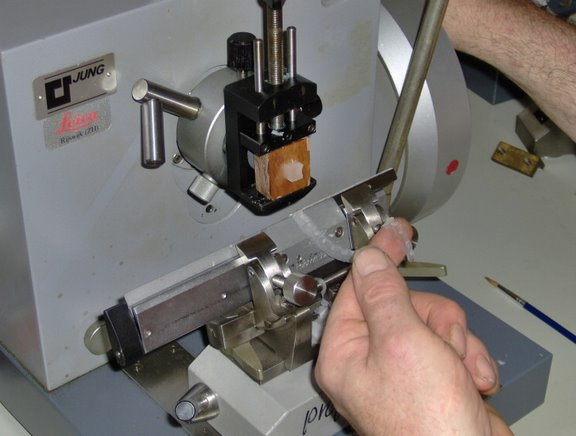
Препарування за допомогою мікротома

Препарування (англ. prepare, нім. präparieren) — обробляння, переробляння чого-небудь певним чином, надавання якомусь матеріалу, зразку певної форми, відповідного вигляду, необхідного, наприклад, для його дослідження.
Препарують, наприклад, рослини, мінерали, тканини живих організмів готуючи тонкі їх зрізи для мікроскопічних досліджень тощо.